# Weismain
Weismain is een gemeente in de Duitse deelstaat Beieren, gelegen in het Landkreis Lichtenfels. De stad telt 4.727 inwoners. Naburige steden zijn onder andere Bad Staffelstein, Burgkunstadt en Lichtenfels.
Altenkunstadt ·
Bad Staffelstein ·
Burgkunstadt ·
Ebensfeld ·
Hochstadt am Main ·
Lichtenfels ·
Marktgraitz ·
Marktzeuln ·
Michelau in Oberfranken ·
Redwitz an der Rodach ·
Weismain